# 日本國鐵715系電聯車
日本國鐵715系電聯車，是日本国铁（JNR）于1984年2月推出的电聯車，后来由东日本旅客鐵道和九州旅客鐵道使用於區間運輸。這些車輛是以581/583系列臥鋪電聯車改造而成。 
日本國鐵419系電聯車則是日本国铁于1985年3月啟用的电聯車，後來由西日本旅客鐵道使用於區間車。本型車也由581/583系列臥鋪電聯車改造而成，注重耐寒與耐雪性的改造。

## 營運
1984年2月起，在长崎本线和佐世保线的區間車，開始使用12組由581系改造而來的，四輛編組的715-0系電聯車。同時啟用的還有新的713系電聯車。 
1985年3月，在仙台地区的东北本线開始使用15組从581/583系電聯車改造的，四輛編組之715-1000系電聯車。 
1985年三月，在北陸本線的金澤、富山地區啟用由581/583系電聯車改造的，三輛編組的419系電聯車。 

## 編組

### 715系0型

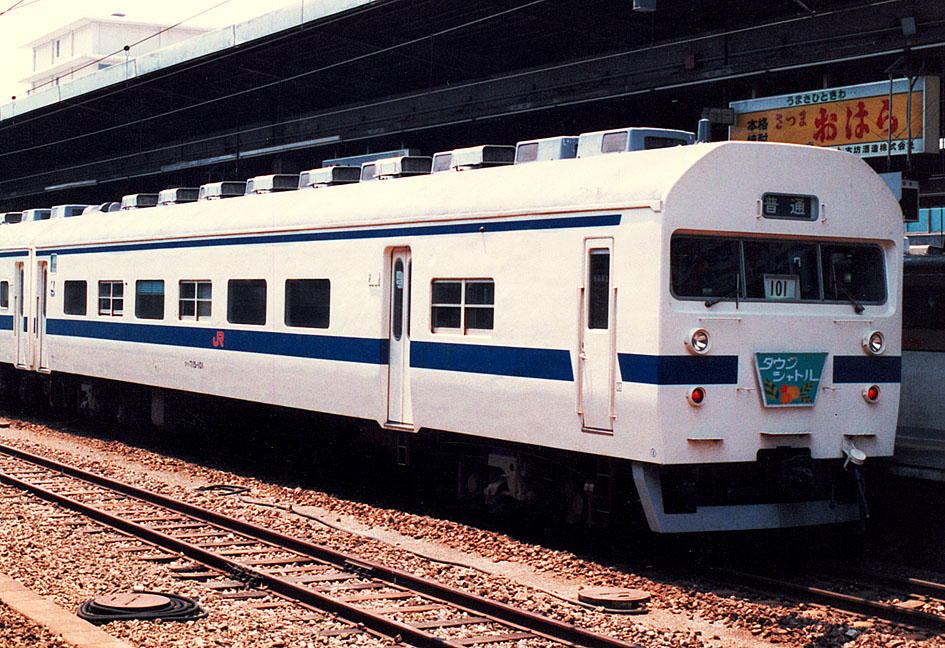
JR九州塗裝的クハ 715-101，車側有蓝色条纹。

如下所示，JR九州的12組四車編組的基地是南福冈車輛基地。 NM 101–110編組在一端是KuHa 715-100改装的駕駛车，而NM 111–112編組在两端都有改装駕駛車。 

#### 編組NM101–110
| 形式 | c           | M       | M'      | Tc'     |
| 車号 | クハ715-100 | モハ715 | モハ714 | クハ715 |

#### 編組NM111–112
| 形式 | c           | M       | M'      | Tc'     |
| 車号 | クハ715-100 | モハ715 | モハ714 | クハ714 |

モハ714車装有一个集電弓。 

### 715系1000型

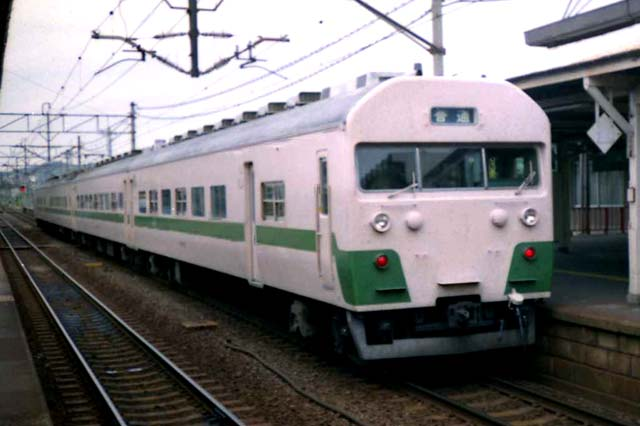
JR东日本715系1000型電聯車

JR东日本的15組編組為N1-15，每編組四輛車，車輛基地為仙台。 
| 形式 | c            | M            | M'            | Tc'          |
| 编号 | クハ715-1100 | モハ715-1000 | モハ 714-1000 | クハ715-1000 |

モハ 714车装有一个集電弓。 

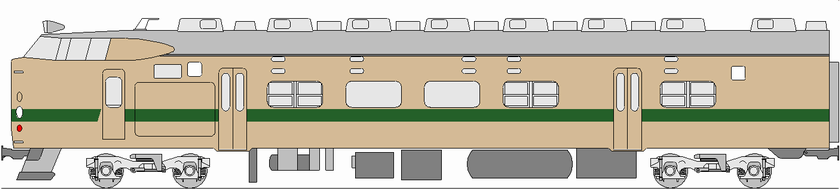
クハ715
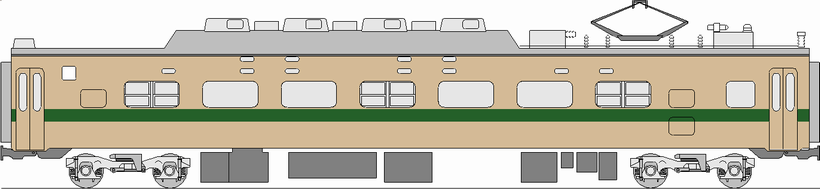
モハ714
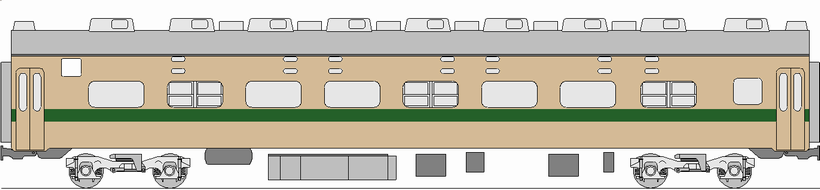
モハ715
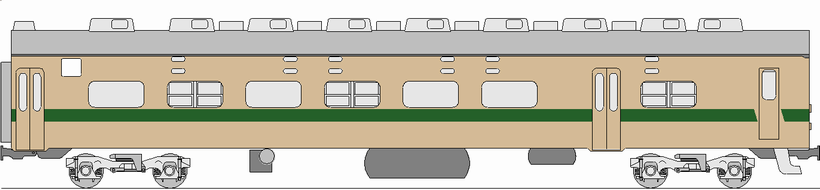
クハ715-100

## 內裝

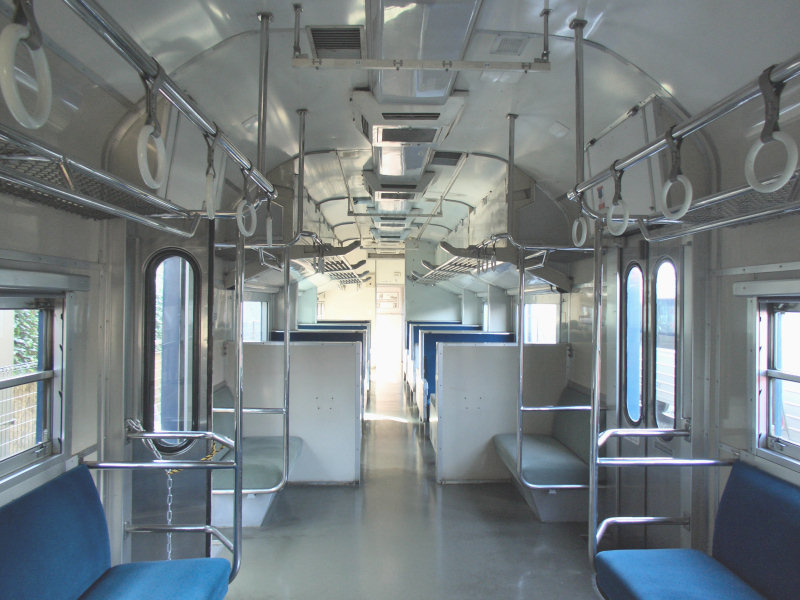
保存車クハ 715-1的內裝，2007年1月。

## 改造
这些車輛是从过剩的原581/583系列電聯車改造而成，工作包括拆除上層卧铺，在車廂端部增設纵向长條椅座位，增加車门数量，減少盥洗區，並在一些中間車的端面改設封閉式駕駛室。改造工作在日本國鐵的小倉、松任、郡山、土崎、盛岡工場進行。 

### 715系0型
| 改装车      | 原車      | 修改细节                           |
| ----------- | --------- | ---------------------------------- |
| クハ715     | クハネ581 | 添加車門                           |
| クハ715-100 | サハネ581 | 增加驾驶室，拆除廁所               |
| クハ714     | サハネ581 | 增加驾驶室，                       |
| モハ714     | モハネ580 | 添加車門，拆除一个受电弓，拆除厕所 |
| モハ715     | モハネ581 |                                    |

### 715系1000型
| 改装车        | 原車      | 修改细节                           |
| ------------- | --------- | ---------------------------------- |
| クハ715-1000  | クハ581   | 添加車門                           |
| クハ715-1100  | サハネ581 | 加裝驾驶室，拆除廁所               |
| モハ 714-1000 | モハネ582 | 添加車門，拆除一个受电弓，拆除厕所 |
| モハ715-1000  | モハネ583 |                                    |

### 419系
用於北陸本線的419系，每編組三輛，乘客門採半自動操作以保持車廂內溫暖，並有抗雪功能。此外由於滋賀縣和新潟縣有直流電氣化區間，因此為交直流兩用電車。
- クモハ419・モハ418系是由モハネ583・582形改造的動力車，クモハ419形為編組於直江津方向的駕駛動力車。
- クハ419系是由クハネ581系改造，位於米原方向的駕駛車。
- クハ418系是由サハネ581系改造，位於米原方向的駕駛車。

## 历史
1998年3月13日，JR 東日本的 715-1000系退役。 
JR九州的715-0系於1998年3月26日退役。 
JR西日本於2011年3月12日的時刻表修訂中，419系終止了常規運行。

## 保存車

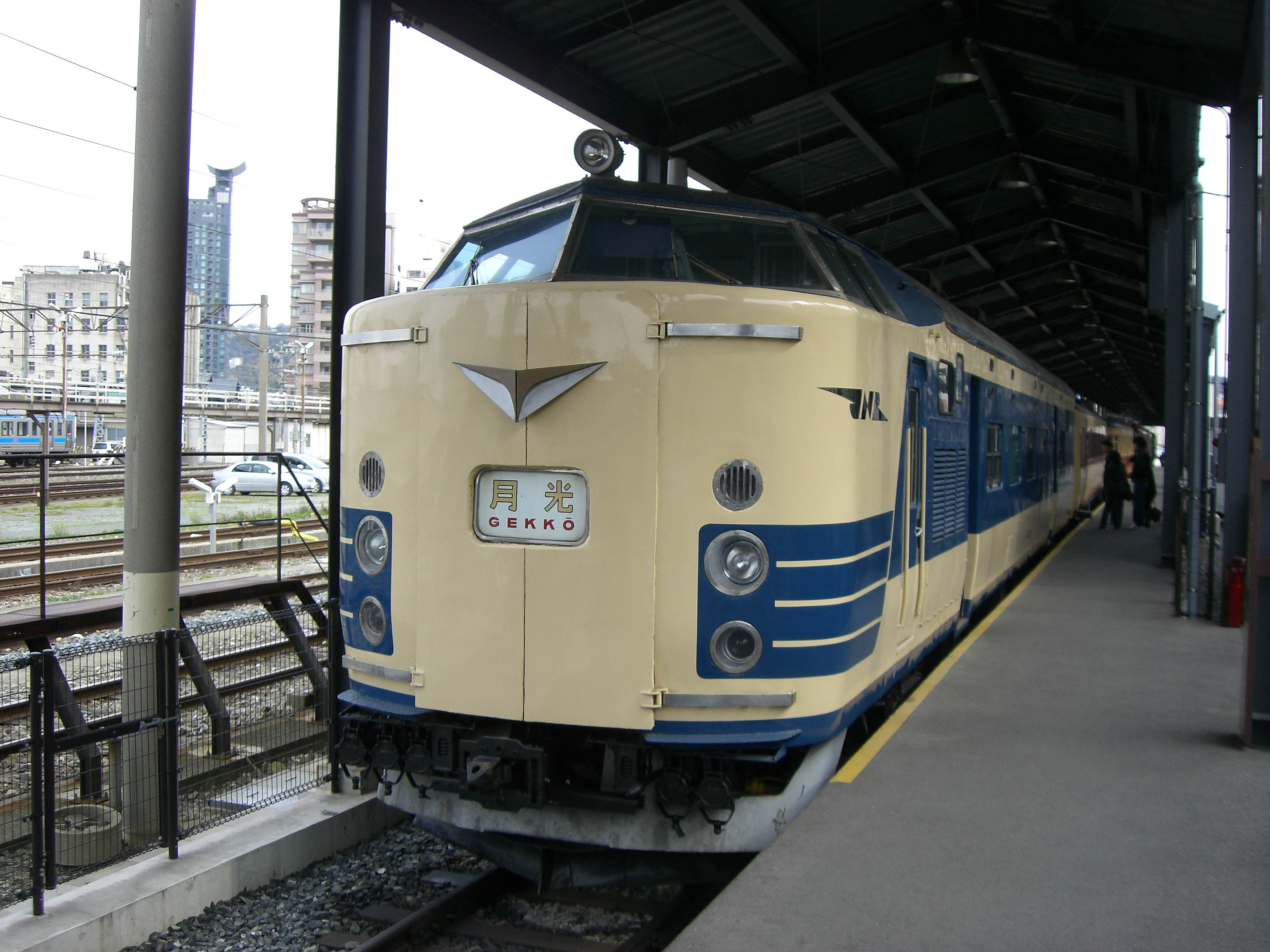
クハ 715-1，重新粉刷并復舊編號為クハネ 581-8

クハ715-1保存在北九州市的九州铁路历史博物馆中，外观復舊为原車クハネ 581-8。 